# Mercado La Placita del Puente
La Placita del Puente es un mercado central situado en la ciudad de Posadas, Misiones, Argentina.

## El lugar

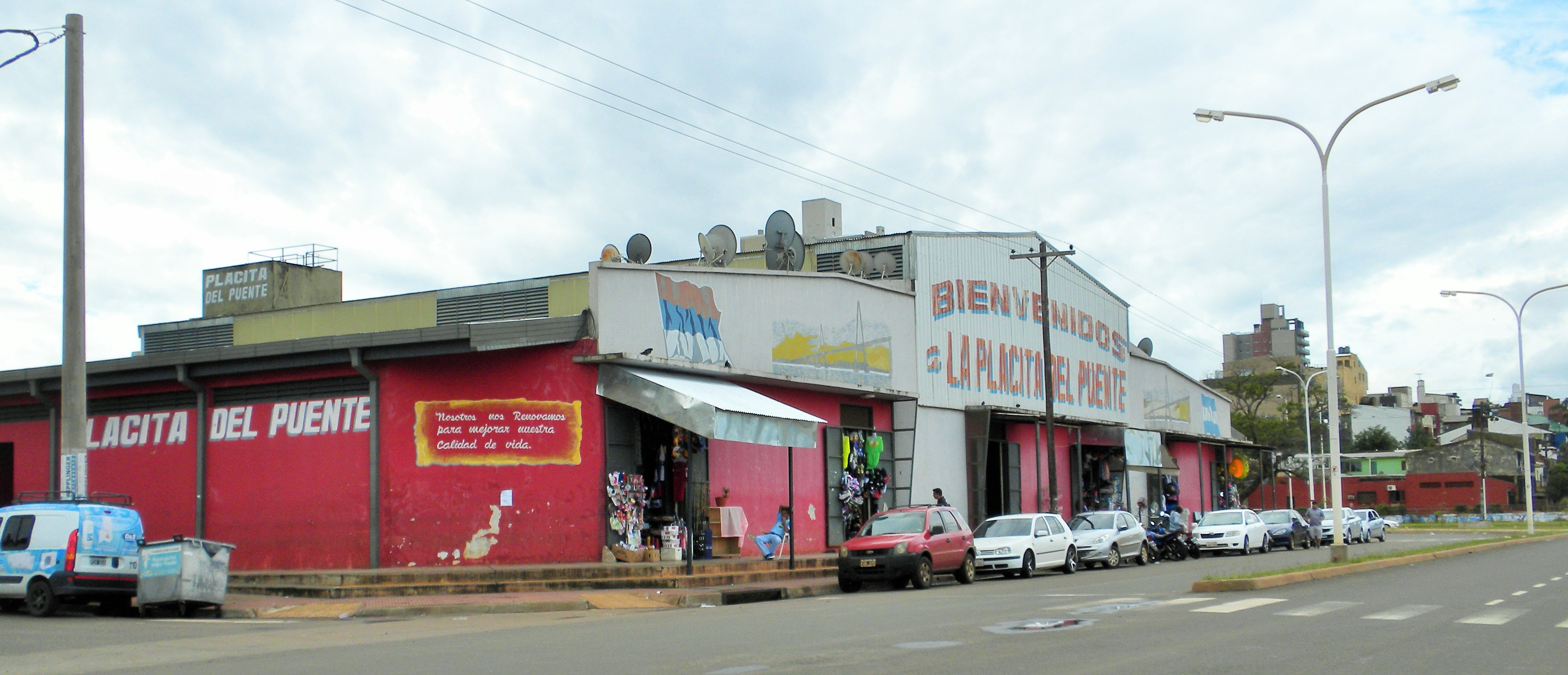
Mercado La Placita del Puente de Posadas.

El edificio está ubicado metros atrás del exlocal que quedó prácticamente en un pozo, por las obras complementarias de la Entidad Binacional Yacyretá (EBY), en el acceso al área de frontera del Puente Internacional San Roque González de Santa Cruz, en el barrio Villa Coz.
El barrio creció desordenadamente y sus callejuelas obraban como vías de comunicación entre las viviendas como así también con las calles de acceso a la ciudad principalmente a través de Avenida Mitre. Actualmente esa zona se halla modificada por el avance de obras correspondientes a la construcción de la Avenida Costanera de Posadas.
Los 75 locales de la nueva Placita del Puente ya tienen sede nueva, mientras se realizan los trabajos finales del tratamiento costero, costanera y espacios recreativos, de lo que será próximamente la cabecera del nuevo Acceso Sur de Posadas. 
De acuerdo a lo anunciado por la EBY, en esa área está proyectado un enorme centro comercial que sería el destino definitivo de esos vendedores y otros comerciantes de la ciudad, según la definición municipal al respecto. 
Su nombre no alude a una plaza pequeña, sino a un espacio comercial en donde los visitantes pueden encontrar una gran infinidad de artículos regionales, del hogar y personales cerca del puente que conecta con Encarnación, Paraguay.
Los comercios que se encuentran ubicados en La Placita del Puente tienen algo en particular, ya que ellos no presentan sus mercaderías en vidrieras, como lo hacen los locales céntricos de la ciudad de Posadas; sino que los productos están al alcance de la mano del visitante. Se transformó en un lugar muy concurrido no solo por los ciudadanos de Posadas sino por turistas nacionales y extranjeros.